# Pontbuiten
Pontbuiten is een van de 12 stadsressorten van de Surinaamse hoofdstad Paramaribo. Pontbuiten ligt in het uiterste zuidwesten van de stad. In 2004 had Pontbuiten volgens cijfers van het Centraal Bureau voor Burgerzaken (CBB) 19.477 inwoners.
Pontbuiten valt bestuurlijk onder het district Paramaribo ondanks dat het zuiden van Pontbuiten is gelegen in het district Wanica.

## Demografie
| Census 2012           | Aantal | %     |
| --------------------- | ------ | ----- |
| Totaal Afro-Surinaams | 16.761 | 72,21 |
| Marron                | 11.941 | 51,45 |
| Creool                | 4.659  | 20,07 |
| Hindoestaan           | 3.333  | 14,36 |
| gemengd               | 1.912  | 8,24  |
| Javaan                | 558    | 2,40  |
| Inheems               | 289    | 1,25  |
| overige en onbekend   | 196    | 0,84  |
| Afro-Surinamer        | 161    | 0,69  |
| Chinees               | 153    | 0,66  |
| blank                 | 9      | 0,04  |
| Totaal                | 23.211 | 100   |